# Dieffenbachia williamsii
Dieffenbachia williamsii är en kallaväxtart som beskrevs av Thomas Bernard Croat. Dieffenbachia williamsii ingår i släktet prickbladssläktet, och familjen kallaväxter. Inga underarter finns listade.